# تحقيقات كلب
تحقيقات كلب (بالألمانية: Forschungen eines Hundes) قصة قصيرة ألمانية من تأليف الكاتب التشيكي فرانز كافكا، كتبها في سبتمبر وأكتوبر من العام 1922 بعد وقت قصير من انتهائه من العمل على روايته غير المكتملة «القلعة» (Das Schloß)، ونُشرت القصة للمرة الأولى في عام 1931 ضمن مجموعة قصص قصيرة تحت مسمى «سور الصين العظيم» (Beim Bau der Chinesischen Mauer).

## القصة
كقصص أخرى من تأليف كافكا مثل «جوزيفينه المغنية» أو «تقرير إلى أكاديمية» فإن الشخصية المحورية في القصة عبارة عن حيوان، والقصة تعالج طبيعة وحدود المعرفة عن طريق تساؤلات وتحقيقات الكلب حول تقاليد وعادات ثقافته.

## وصلات خارجية
- تحقيقات كلب، على ويكي مصدر الألمانية.
- تحقيقات كلب، على كتب جوجل.
- تحقيقات كلب، على الفهرس العالمي.